# توم كايرني
توم كايرني (بالإنجليزية: Tom Cairney)‏ (مواليد 20 يناير 1991 في نوتنغهام - إنجلترا) لاعب كرة قدم إنجليزي يلعب حاليا لصالح نادي الدرجة الممتازة هال سيتي الإنجليزي منذ 2007 في مركز الوسط المحوري .

## روابط خارجية
- توم كايرني على موقع الاتحاد الأوربي (الإنجليزية)
- توم كايرني على موقع الاتحاد الإسكتلندي (الإنجليزية)
- توم كايرني على موقع قاعدة بيانات كرة القدم.إي يو (الإنجليزية)
- توم كايرني على موقع ناشيونال فوتبول تيمز (الإنجليزية)
- توم كايرني على موقع Soccerbase.com (لاعب) (الإنجليزية)
- توم كايرني على موقع Soccerway.com (الإنجليزية)
- توم كايرني على موقع عالم كرة القدم.نت (الإنجليزية)
- توم كايرني على موقع كووورة
- توم كايرني على موقع AS.com (الإسبانية)